# Ian Anderson
Ian Scott Anderson (Dunfermline, 10 augustus 1947) is een Schotse zanger, multi-instrumentalist, songwriter en boegbeeld van de Britse progressieve rockband Jethro Tull.
Vooral zijn podiumact heeft een cultstatus bereikt: fluitend als een ooievaar staande op één been in middeleeuwse Schotse kledij inclusief braguette, baard en een wilde bos haar. Als een manische minstreel met uitpuilende ogen beent de zanger over het podium: hijgend, schreeuwend, jodelend. De bos haar is in de loop der tijd overigens verruild voor een bandana.

## Biografie
Anderson is geboren in het Schotse Dunfirmline als zoon van James en Irene Anderson, waar zijn vader aan het hoofd stond van zijn familiebedrijf RSA Boiler Fluid Company. Anderson heeft twee oudere broers - Robin (1930) en Alistair (1935). Na drie jaar verhuisden ze naar de hoofdstad Edinburgh, een invloed die zijn leven lang door zal klinken. Hij ging als kind naar de Roseburn Primary School.
In 1959 verhuisden hij met zijn ouders en twee oudere broers naar Blackpool in Engeland, waar Anderson eerst de Blackpool grammar school voltooide en vervolgens van 1964 tot 1967 op het Blackpool College of Art heeft gezeten. Veel van zijn werk dat aan de periode in Blackpool refereert suggereert een turbulente opvoeding. Als tiener had Anderson een baantje als verkoopassistent in een Lewis's-winkel in Blackpool, daarna als verkoper in een kiosk. Later zei hij dat het lezen van Melody Maker en de New Musical Express tijdens de lunchpauze hem inspireerde om in een band te gaan spelen.
Dat leidde ertoe dat hij in 1963 The Blades oprichtte met schoolkameraden: Barriemore Barlow op de drums, John Evan op keyboards, Jeffrey Hammond-Hammond op bas en Michael Stephens op gitaar. In deze soul- en bluesband was Anderson de zanger en speelde hij elektrische gitaar en mondharmonica.
De nummers Up The 'Pool en Big Dipper die Anderson later in zijn carrière heeft geschreven verwijzen naar dit Blackpool, dat vaak als thuisbasis van Jethro Tull wordt beschouwd.
In 1965 was de groep geëvolueerd tot The John Evan Band, met een grotere line-up inclusief brass-sectie. Deze band probeerde voet aan de grond te krijgen in Londen, maar toen dat niet snel lukte vertrokken veel bandleden gedesillusioneerd en berooid terug naar Blackpool. Anderson woonde op dat moment in Luton. Daar ontmoette hij drummer Clive Bunker en gitarist Mick Abrahams van de bluesband McGregor's Engine, en samen met hen en Glenn Cornick uit The John Evan Band richtte hij in 1967 een nieuwe band op. Na meerdere namen werd dit in 1968 'Jethro Tull', de naam die ze toevallig hadden toen ze een residentie kregen in de Marquee Club. Ongeveer rond die periode kreeg Anderson zijn eerste dwarsfluit; hij ruilde zijn elektrische gitaar, die hij op zijn beurt van Lemmy Kilmister had overgenomen, in een muziekwinkel tegen een dwarsfluit omdat hij naar eigen zeggen toch nooit zo goed kon worden als Eric Clapton. Tijdens deze turbulente periode leerde hij zichzelf het instrument eigen maken.
Het bleek de start van een lange carrière als voorman en personificatie van Jethro Tull. Anderson schreef de teksten van alle nummers, en daarnaast ook bijna alle composities van Jethro Tull. Door zijn zeer opvallende verschijning zet hij de rest van de band in de schaduw, wat voor sommige ex-bandleden ook de reden is geweest te vertrekken.
In de film Armageddon uit 1998 legt het personage Oscar aan een NASA-psycholoog uit waarom hij zo kwaad wordt "wanneer mensen denken dat Jethro Tull gewoon een lid van de band is."
Hij noemt zichzelf de "un-plugged guy in a medium to heavy rockband", aangezien hij voornamelijk dwarsfluit en akoestische gitaar speelt, en daarnaast basuri, mondharmonica en mandoline. "Mijn rol in het leven was altijd om een akoestische muzikant te zijn, maar de afgelopen 38 jaar heb ik nogal lawaaiige vrienden!"
Min of meer bewust kiest Anderson ervoor om in de slipstream van de popwereld te blijven. Een beetje in de luwte maar altijd aanwezig zou de band volgens hem artistiek op de been blijven. Over het algemeen krijgt de band in het algemeen en Anderson in het bijzonder door de jaren heen vaak overweldigend goede kritieken. Hij staat bekend als een excentriekeling, topmuzikant en heeft typisch Britse humor. Anderson laat via zijn teksten al weten dat hij een taalalchemist is, en doet daar verbaal tijdens zijn concerten nog een schepje bovenop.
Zijn teksten worden over het algemeen hoog gewaardeerd, en bevatten veel culturele en taalkundige aspecten. Thema's die frequent met veel cynisme worden bezongen zijn God en religie, geschiedenis, 'country life', met regelmatig absurdistische, humoristische of maatschappijkritische elementen. Anderson kreeg hiervoor in 2006 een eredoctoraat in de literatuur ter erkenning van zijn bijdrage aan de pop- en rockmuziek van de Heriot-Watt Universiteit van Edinburgh, en in 2011 nog een van de Abertay Universiteit uit Dundee. Eerder kreeg Anderson een Ivor Novello Award voor zijn hele muzikale carrière en oeuvre. In 2008 werd hij door koningin Elizabeth benoemd tot Member of the Order of the British Empire.

## Zakenman
Anderson heeft nooit openheid gegeven over zijn financiële situatie, maar hij is zeker een man in bonis en behoort tot de rijkste muzikanten. In 1985 werd bekend dat Jethro Tull al ₤100 miljoen had gegenereerd. De albumverkopen behoren tot de top van de muziekindustrie met meer dan 60 miljoen stuks, en het jaarlijkse aantal concerten dat hij geeft is al ruim 40 jaar rond de 100. Hij investeert zijn geld in inventieve en opmerkelijke projecten. Zo bouwde en verkocht hij in de jaren 70 en 80 muziekstudio's in Engeland, bedacht daarnaast de mobiele studio in 1975 - een muziekstudio gebouwd in een vrachtwagen die bands mee konden nemen op tournee. Hij bedacht Tullavision in 1976: grote videoschermen naast het podium tijdens concerten in stadions zoals tegenwoordig bij veel festivals de gewoonte is. Hij richtte Strathaird op in 1978: een van 's werelds eerste en grootste zalmkwekerijen toen deze industrietak nog in de kinderschoenen stond, en hij investeerde tegelijkertijd in negen andere kwekerijen. Uiteindelijk had hij naast Strathaird 42 zalmkwekerijen, een visverwerkingfabriek met 400 medewerkers, en ook verschillende vee- en landbouwbedrijven verspreid over Engeland en Schotland. In 1997 werd hij uitgeroepen tot Schots zakenman van het jaar. In 2001 verkocht Anderson aandelen van zijn bedrijf Strathaird aan de Macrae Food Group, en trok zich terug uit een actieve rol in veel van zijn bedrijven. Tegenwoordig is hij eigenaar van de Ian Anderson Group of Companies, waaronder Salamander & Son en Calliandra Productions. Hij is eigenaar van Rock Show, het bedrijf dat de Britse radiozender Planet Rock beheert.

## Muzikale kenmerken
Ian Anderson wordt verantwoordelijk gehouden voor de introductie van de dwarsfluit als prominent solo-instrument in de rockmuziek. Hij speelt echter ook akoestische gitaar, mandoline en mondharmonica op het podium. Hij mag zeker multi-instrumentalist genoemd worden, daar hij live en op albums 27 verschillende instrumenten speelt. Opvallend is dat de rockband een voorman heeft die bijna alleen akoestische instrumenten bespeelt.
Anderson is lid van de British Flute Society, en is op het terrein van instrumentbeheersing een virtuoze autodidact. Hij kan zeker noten lezen, maar niet naar noten spelen. Hij speelt alles op gehoor. Tijdens het spelen 'beluistert' hij de volgende noten razendsnel in zijn hoofd, en speelt ze dan zonder na te denken. Speel- en toontechnisch doet hij niet onder voor geschoolde fluitisten.
Als geen ander beheerst Anderson de dwarsfluit als rockend solo-instrument. Want Anderson fluit niet alleen fenomenaal - soms met één hand - maar hij maakt opmerkelijk veel gebruik van de flatterzunge-techniek, en combineert zijn fluitspel met vocale klanken: zingen, spreken, knorren, niezen, hoesten, huilen en jodelen, het liefst alle door elkaar.

## Privéleven
Anderson woont sinds 1994 in Braydon Hall op een 18e-eeuws landgoed in Minety, Wiltshire van 160 hectare en heeft daarvoor vijf vaste stafleden. Het huis uit 1753 beslaat drie verdiepingen heeft 11 slaapkamers, 15 toiletten, een helikopterplatform, een opnamestudio en een binnenzwembad uit de jaren 80 met naastgelegen bubbelbad, sauna, solarium en gym. "Ik geloof dat de vorige eigenaar £750.000 spendeerde aan het zwembad, en ik haat het. Ik haat water en ik haat zwemmen. Vooral de muurschildering haat ik. Ik denk dat het Toscane moet voorstellen, maar ik weet het niet zeker. Het is zo walgelijk, zo gigantisch zielig, dat ik heb besloten het te behouden." Op het terrein staan nog vijf andere huizen, die hij gebruikt als gastenverblijven. Het landgoed herbergt ook Andersons private muziekstudio, boomgaarden, Victoriaanse kassen en Anderson heeft 30.000 eiken en essen geplant als renovatie van de oude bossen. Ook heeft hij een tweede huis in Montreux, Zwitserland, waar hij de buurman van Phil Collins is.
Eerder woonde hij nabij het meer van Genève, in Londen, het 16e-eeuwse Victoriaanse landhuis met 11 slaapkamers op zijn Pophleys Estate van 250 hectare in Radnage, Buckinghamshire en het Kilmarie House op zijn landgoed Strathaird van 6120 hectare te Skye.
Hij was van 1970 tot 1974 getrouwd met Jennie Franks (zij is medeauteur van het nummer Aqualung). In 1976 trouwde hij met Shona Learoyd. Ze hebben twee kinderen: zoon James Duncan werkt voor zijn vader, onder andere als geluidstechnicus, en zijn dochter Gael Clutterbuck (getrouwd met acteur Andrew Lincoln) werkt in de muziek- en film-/tv-industrie en is personal manager van Coldplay en Chris Martin.
Anderson is voorvechter van de bescherming van wilde katachtigen, onder andere bij de vereniging Wild About Cats. Hij zet zich met name in voor de Andeskat. Hij is zelf eigenaar van een aantal huiskatten, waaronder Bengalen, en schreef meerdere nummer over katten. Hobby's zijn onder andere het verzamelen van Rolex-horloges en Leica-camera's, schilderen, en het kweken en cultiveren van verschillende soorten chilipepers. Hij werkt mee - door onder andere zijn aanwezigheid in reclamespotjes van de stichting Spotlight Health - aan de bekendheid van de aandoening diepveneuze trombose waar hij zelf een overlever van is. Hij steunt Bikers Against Drunk Driving, aangezien hij zelf een fervent off-road motorrijder is. Hij heeft echter nooit autorijlessen gehad, en dus ook geen autorijbewijs.
Anderson is DJ voor de Britse radiozender Planet Rock met eigen radioshows zoals Under The Influence en The Lyricists. In 2008 kwam deze zender in de financiële problemen en dreigde faillissement, waarop het werd gekocht door Anderson, samen met Malcolm Bluemel, Tony Iommi, Gary Moore, en Fish.

## Muziek naast Jethro Tull
Naast Jethro Tull heeft Anderson nog vijf soloalbums gemaakt, en heeft hij twee soloprojecten waarmee hij optreedt: Ian Anderson Plays The Orchestral Jethro Tull (optredens van Anderson en band zonder Martin Barre, waarbij hij met een symfonieorkest de muziek van Jethro Tull en zijn soloalbums speelt) en Rubbing Elbows With Ian Anderson (semi-akoestische optredens met band zonder Martin Barre; een mix van muziek, talkshow en een cabaretachtige theatervorm).
Op initiatief van Leslie Mandoki is de allstar groep Soulmates samengesteld. Deze formatie treedt sinds 1993 een paar keer per jaar op - vaak ook in televisieshows - met name in Duitsland en heeft enkele albums uitgebracht. De sterren die meedoen in dit project zijn naast  Ian Anderson onder andere Bobby Kimball (Toto), Chris Thompson (Manfred Mann's Earth Band), Jack Bruce (Cream), Jon Lord (Deep Purple), Steve Lukather (Toto), Eric Burdon (The Animals), Gary Brooker (Procol Harum), en Peter Frampton.
Anderson heeft in de loop der jaren op veel albums van andere artiesten gespeeld als gastmuzikant, onder andere bij Blackmore's Night, Brian Protheroe, Clive Bunker, Hugh Cornwell, Fairport Convention, Honeymoon Suite, Jackie Linton, James Taylor Quartet, Maartin Allcock, Maddy Prior, Magellan, Men Without Hats, Peter Green, Roy Harper, SAS Band, Steeleye Span, The Six & Violence, Tinkara, Toto, Uriah Heep, Vyktoria Pratt Keating, Wendy MaHarry en Willy Porter.

## Auteursrecht
In april 2006 haalde Anderson in zijn thuisland het nieuws omdat hij samen met Bono (U2) en Paul McCartney de wens uitsprak om de Europese auteurswet te herzien. Op dit moment geldt dat de eigendomsrechten op muziek vijftig jaar zijn en dat het daarna openbaar is. Dat terwijl soortgelijke auteursrechtwetgeving in de VS 95 jaar en de meeste andere landen ook zestig jaar of langer is. Zijn belangrijkste argumenten (vrij vertaald):
- De muziekindustrie brengt hoge risico's met zich mee, want veel platen zullen nooit rendabel worden. Platenmaatschappijen gebruiken een substantieel gedeelte van hun inkomen uit succesvolle muziek uit het verleden om te investeren in nieuwe muzikanten, om zodoende hen een kans te kunnen geven. Een langere auteursrechtenbescherming zal garant staan voor deze investeringen.
- Ik ben erg bezorgd over het lot van minder-gefortuneerde en minder-succesvolle (studio)muzikanten; dat zij niet langer een inkomen van hun muziek uit het verleden krijgen. Dat zal een heel groot probleem voor hen worden van wie het huidige inkomen nog steeds dat geld van die vroege opnames is. Waarom zouden we misschien moeten toezien dat zij op hun oude dag hun energie- of doktersrekeningen niet kunnen betalen, terwijl hun Amerikaanse collega's wel hun inkomen behouden?
- Het is tegenstrijdig dat mijn werk als songwriter (de teksten en composities) levenslang plus zeventig jaar beschermd is, maar de muziekuitvoering zelf slechts vijftig jaar.

## Discografie
Zie ook discografie Jethro Tull.

### Albums
| Album met eventuele hitnotering(en) in de Nederlandse Album Top 100 | Datum van verschijnen | Datum van binnenkomst | Hoogste positie | Aantal weken | Opmerkingen                    |
| ------------------------------------------------------------------- | --------------------- | --------------------- | --------------- | ------------ | ------------------------------ |
| Walk into light                                                     | 18-11-1983            | -                     |                 |              |                                |
| Divinities: Twelve dances with God                                  | 02-05-1995            | -                     |                 |              |                                |
| The secret language of birds                                        | 06-03-2000            | -                     |                 |              |                                |
| Rupi's dance                                                        | 19-08-2003            | -                     |                 |              |                                |
| Ian Anderson plays the orchestral Jethro Tull                       | 06-06-2005            | -                     |                 |              | Livealbum                      |
| Thick as a Brick 2: Whatever Happened to Gerald Bostock?            | 02-04-2012            | 07-04-2012            | 76              | 1            | als Jethro Tull's Ian Anderson |
| Homo Erraticus                                                      | 14-04-2014            |                       |                 |              |                                |
| Thick as a Brick - Live in Iceland                                  | 25-08-2014            | -                     |                 |              | Livealbum                      |

- Bibsys: 5030927
- Biblioteca Nacional de España: XX1769655
- Bibliothèque nationale de France: cb13945927p (data)
- Catàleg d'autoritats de noms i títols de Catalunya: 981058617392906706
- Gemeinsame Normdatei: 134314654
- International Standard Name Identifier: 0000 0001 1755 3806
- Library of Congress Control Number: n88661112
- MusicBrainz: 12fffb1f-39af-4efe-9426-92e05bb651d1
- Nationale Bibliotheek van Tsjechië: ola2002151857
- Nationale bibliotheek van Australië: 64551009
- Nationale Bibliotheek van Israël: 987007418326805171
- Nationale Bibliotheek van Polen: a0000002856670
- Nationale en Universitaire bibliotheek Zagreb: 000064207
- Nederlandse Thesaurus van Auteursnamen: 082044252
- Réseau des bibliothèques de Suisse occidentale: 02-A002928248
- Istituto Centrale per il Catalogo Unico: CFIV168232
- Système universitaire de documentation: 227245474
- Trove: 1852249
- Virtual International Authority File: 30753056
- WorldCat: E39PBJbRkxjxvTC893hRkVjgrq